# Eilean Donan Castle

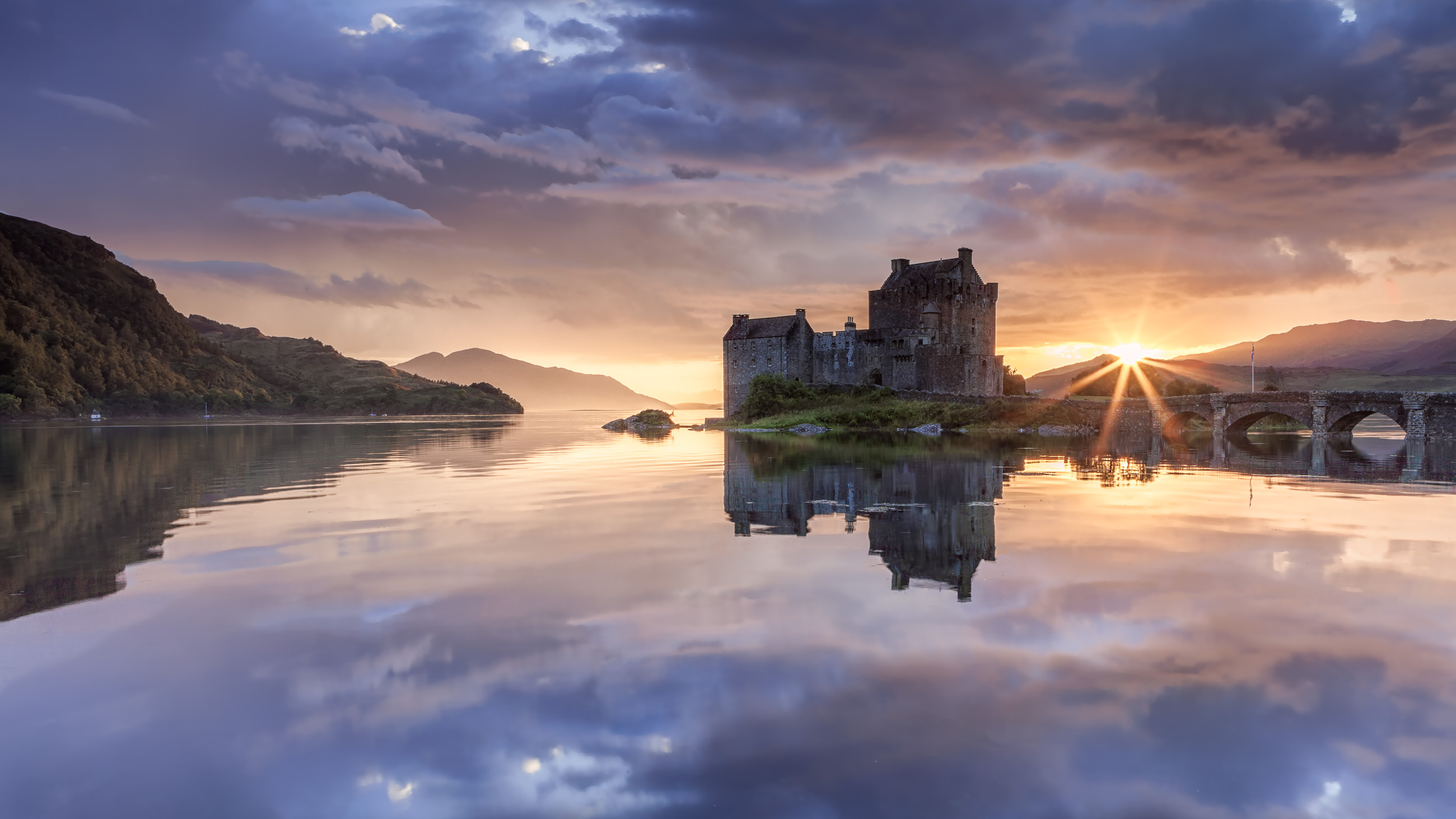

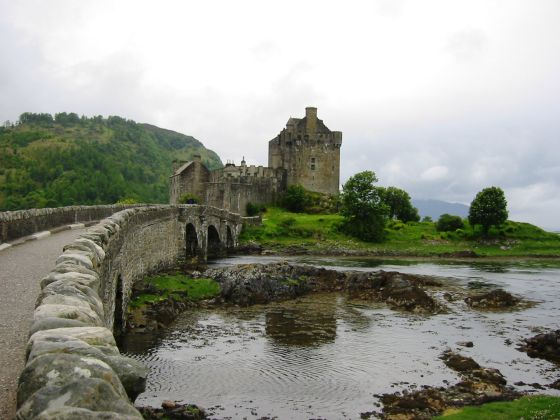

Eilean Donan Castle is een van oorsprong dertiende-eeuws kasteel, gelegen op 0,8 kilometer afstand van Dornie, op een eiland in Loch Duich in de Schotse regio Highland. Aan het begin van de achttiende eeuw werd het kasteel opgeblazen. Aan het begin van de twintigste eeuw werd Eilean Donan Castle uitgebreid gerestaureerd en opengesteld voor publiek.

## Geschiedenis
Eilean Donan is Schots-Gaelisch voor Donan eiland, genoemd naar Sint-Donan. Sint Donan kwam rond 580 vanuit Ierland naar Schotland. Een congregatie van zijn volgelingen vestigde zich op het eiland vermoedelijk in de late zesde of in zevende eeuw. Het eiland was al eerder bewoond; in de jaren twintig van de twintigste eeuw was er nog een fort uit de ijzertijd zichtbaar.
Het eiland ligt op de plek waar drie zeeën/meren elkaar ontmoeten, te weten Loch Long, Loch Duich en Loch Alsh.
Waarschijnlijk werd pas in de vroege dertiende eeuw een kasteel gebouwd op het eiland, ter verdediging tegen de Vikingen.
Vanaf het midden van de dertiende eeuw vormden de westelijke hooglanden tezamen met de westelijke eilanden min of meer een eigen koninkrijk onder de Lords of the Isles (de Heren van de Eilanden).
In 1263 gaf Alexander III het kasteel aan Colin Fitzgerald, zoon van de graaf van Desmond and Kildare, als beloning voor zijn diensten in de Slag bij Largs. Zijn nakomelingen maakten later deel uit van de clan MacKenzie. In 1504 probeerde Alexander Gordon, graaf van Huntly het kasteel namens Jacobus IV tevergeefs in te nemen.
In 1509 of 1511 werd de clan MacRae door de MacKenzies van Kintail aangesteld als beheerder van Eilean Donan Castle. De MacRaes waren de bodyguards van de MacKenzies van Kintail en stonden bekend onder de naam MacKenzies Coat of Mail (De maliënkolder van de MacKenzies).
In 1539 viel Donald Gorm MacDonald, Lord of the Isles, met 400 man en 50 galeien het kasteel aan. Duncan MacRae wist de aanval af te slaan en wist Donald Gorm dodelijk te verwonden.
Tijdens de opstand van de jakobieten in 1719 had een groep van 46 of 50 Spanjaarden, die de jakobieten steunden, zijn hoofdkwartier opgeslagen in Eilean Donan Castle. Op 10 mei 1719 viel Engelse kapitein Boyle met zijn drie fregatten genaamd Worcester, Enterprise en Flamborough het kasteel aan. Door de sterkere artillerie van de fregatten moesten de Spanjaarden zich overgeven. Het kasteel werd opgeblazen dankzij de kruitvoorraad van 343 vaten buskruit. De Jacobieten werden op 10 juni definitief verslagen in de Slag van Glen Shiel. Het kasteel werd verlaten.
De ruïne werd in 1913 aangekocht door luitenant-kolonel John MacRae-Gilstrap, die het kasteel samen met Farquhar MacRae vanaf 23 augustus 1913 restaureerde en een brug aanlegde die het eiland met het vasteland verbond. De restauratie werd officieel beëindigd in juli 1932. Het kasteel werd voor het publiek opengesteld in 1928.

## Bouw

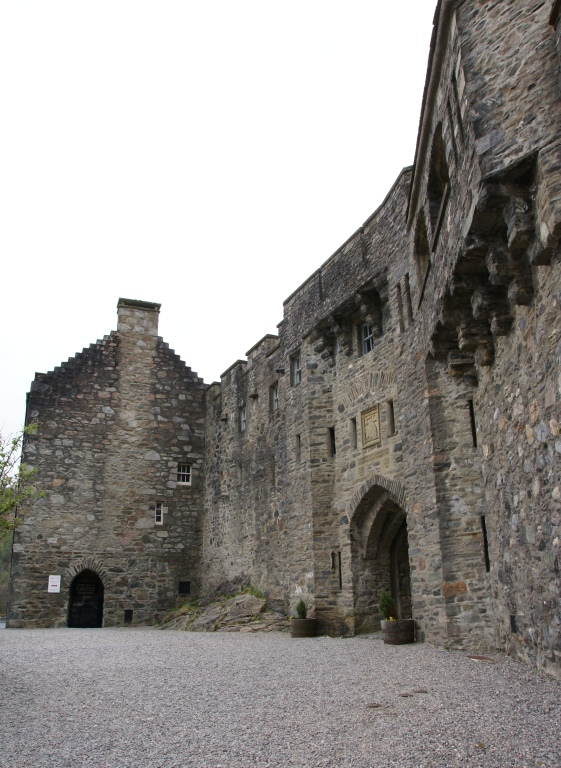
Hoofdpoort (rechts) met de zuidwestelijke vleugel (links).

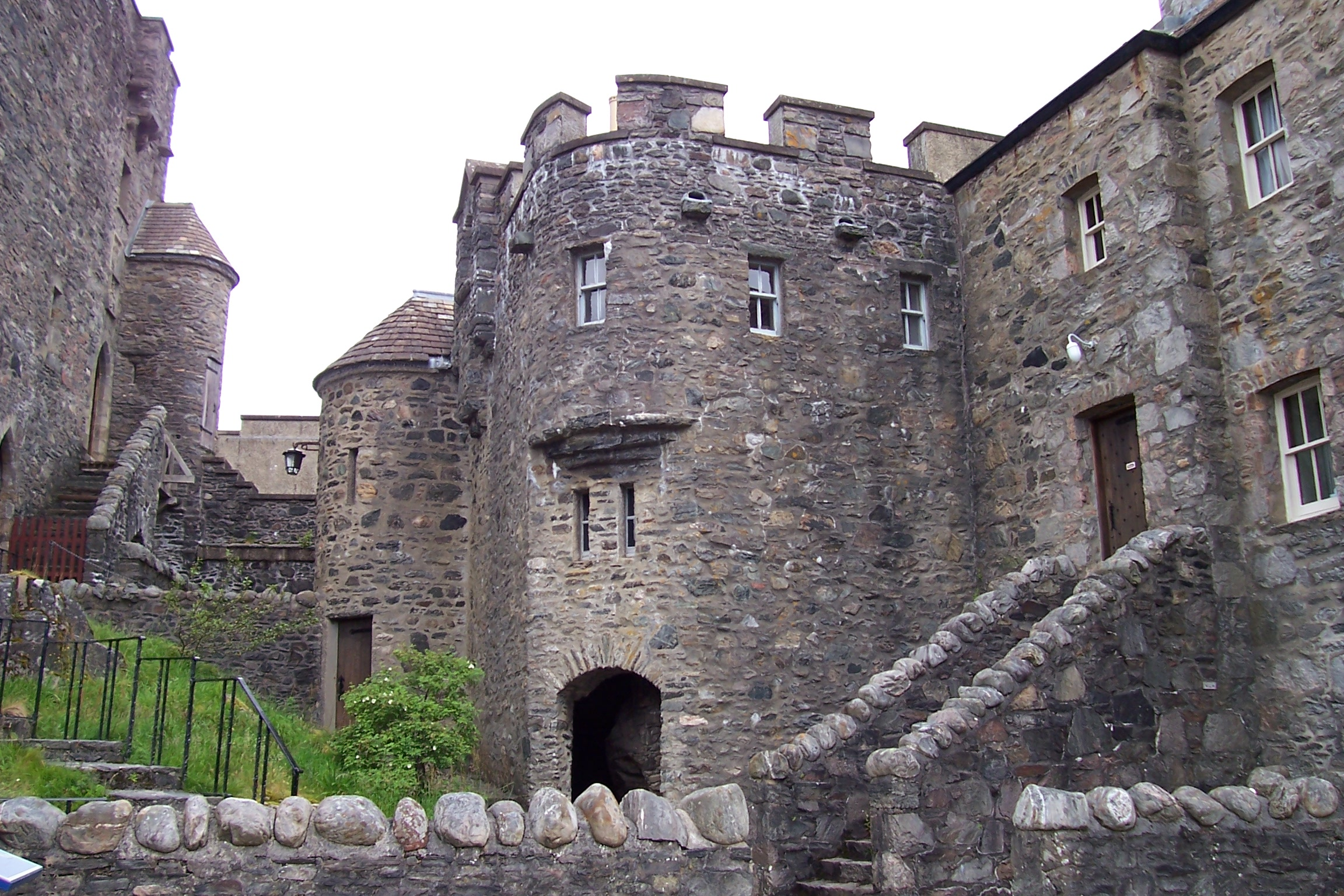
De noordoostelijke hoek van de binnenplaats.

Eilean Donan Castle besloeg in de dertiende en veertiende eeuw vrijwel het gehele eiland. De ringmuur omsloot zo'n 3000 vierkante meter. De woontoren stond op het hoogste punt van het eiland (aan de westelijke zijde halverwege het eiland). Er was ook een noordelijke toren met muren van 4,3 meter dik. De ringmuur had enige kleinere torens met enkele zeepoorten.
Aan het eind van de veertiende eeuw omsloot de ringmuur slechts 528 vierkante meter. Wellicht was de oppervlakte verkleind omdat er slechts een kleiner garnizoen beschikbaar was om het kasteel te bezetten. De woontoren van vier verdiepingen vormde het centrum van het kasteel.
In de zestiende eeuw werd een hoornwerk toegevoegd aan de oostelijke muur. Het hoornwerk was hexagonaal van vorm en diende voor de opstelling van kanonnen.
Het kasteel werd gerestaureerd aan het begin van de twintigste eeuw naar de overgeleverde plattegrond van de eerdere fasen. De noordmuur van de woontoren werd drastisch herbouwd. Het zuidelijk deel volgt meer de oude structuur. De massieve muren zijn voorzien van trappen, kasten en grote gotisch aandoende ramen. De hoofdpoort bevindt zich centraal aan de zuidzijde van het kasteel; aan de zuidoostelijke zijde van het eiland ligt de brug naar het vasteland. Het hoornwerk (een bastion met waterput) is het eerste bouwwerk dat men ziet als men via de brug het eiland opkomt. Aan de noordzijde van het kasteel ligt de woontoren met zuidelijk ervan de binnenplaats. Verder heeft het kasteel een zuidwestelijke vleugel. Het kasteel is ingericht als museum en heeft onder andere Chippendale-meubilair en Windsor chairs.
Op het eiland bevindt zich een monument om de leden van de clan MacRae te herdenken die gevallen zijn in de Eerste Wereldoorlog. Een van de nazaten, de Canadese luitenant kolonel en arts John Alexander McRae, schreef het beroemde gedicht "In Flanders fields" met de verwijzing naar de rode klaprozen (poppies) die nu nog synoniem zijn met het leed van de Eerste Wereldoorlog, enkele regels hiervan sieren het monument.

## Trivia
Eilean Donan Castle diende als locatie voor menige film, waaronder The Master of Ballantrae (1953), The Private Life of Sherlock Holmes (1970), Highlander (1985), Loch Ness (1996), The World Is Not Enough (1999), Elizabeth: The Golden Age (2007) en Made of Honor (2007).

## Beheer
Eilean Donan Castle wordt sinds 1983 beheerd door de Conchra Charitable Trust.

## Externe link

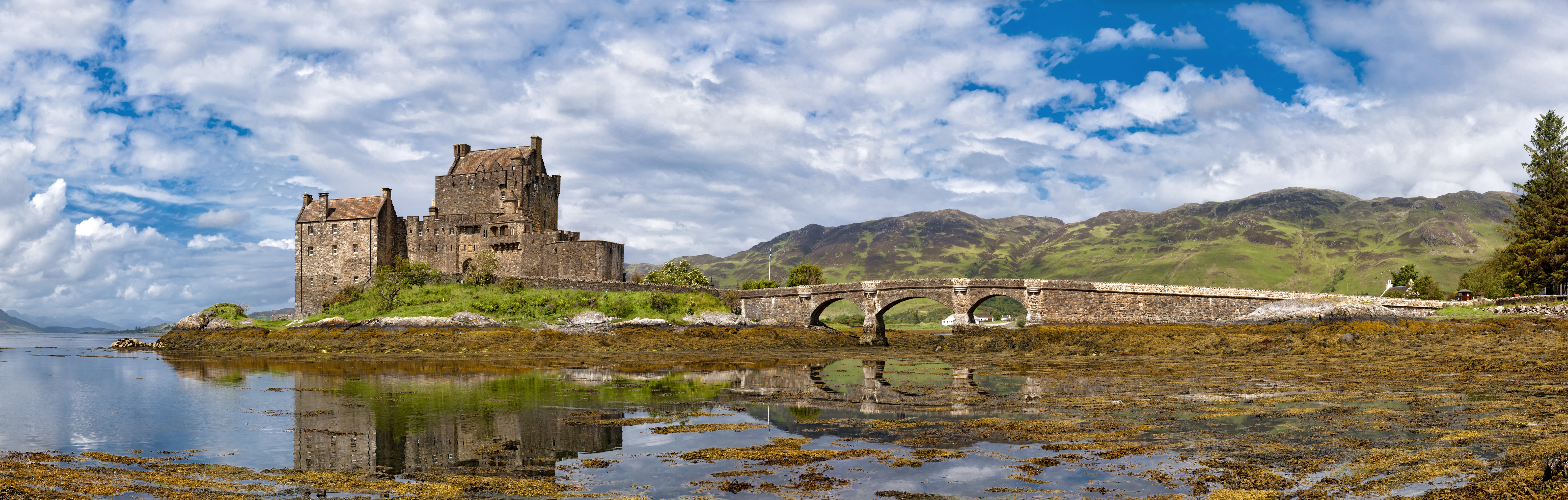
Panorama van het kasteel vanuit het zuiden gezien